# V854
V854 eller HD 155035, är en ensam stjärna belägen i den norra delen av stjärnbilden Altaret. Den har en genomsnittlig skenbar magnitud av ca 5,92 och är svagt synlig för blotta ögat där ljusföroreningar ej förekommer. Baserat på uppmätt parallaxmätning inom Hipparcosuppdraget enligt Gaia Early Data Release 3 på ca 2,24 mas beräknas den befinna sig på ett avstånd av ca 1 450 ljusår (ca 450 parsec) från solen. Den rör sig bort från solen med en heliocentrisk radialhastighet av ca 23 km/s.

## Egenskaper

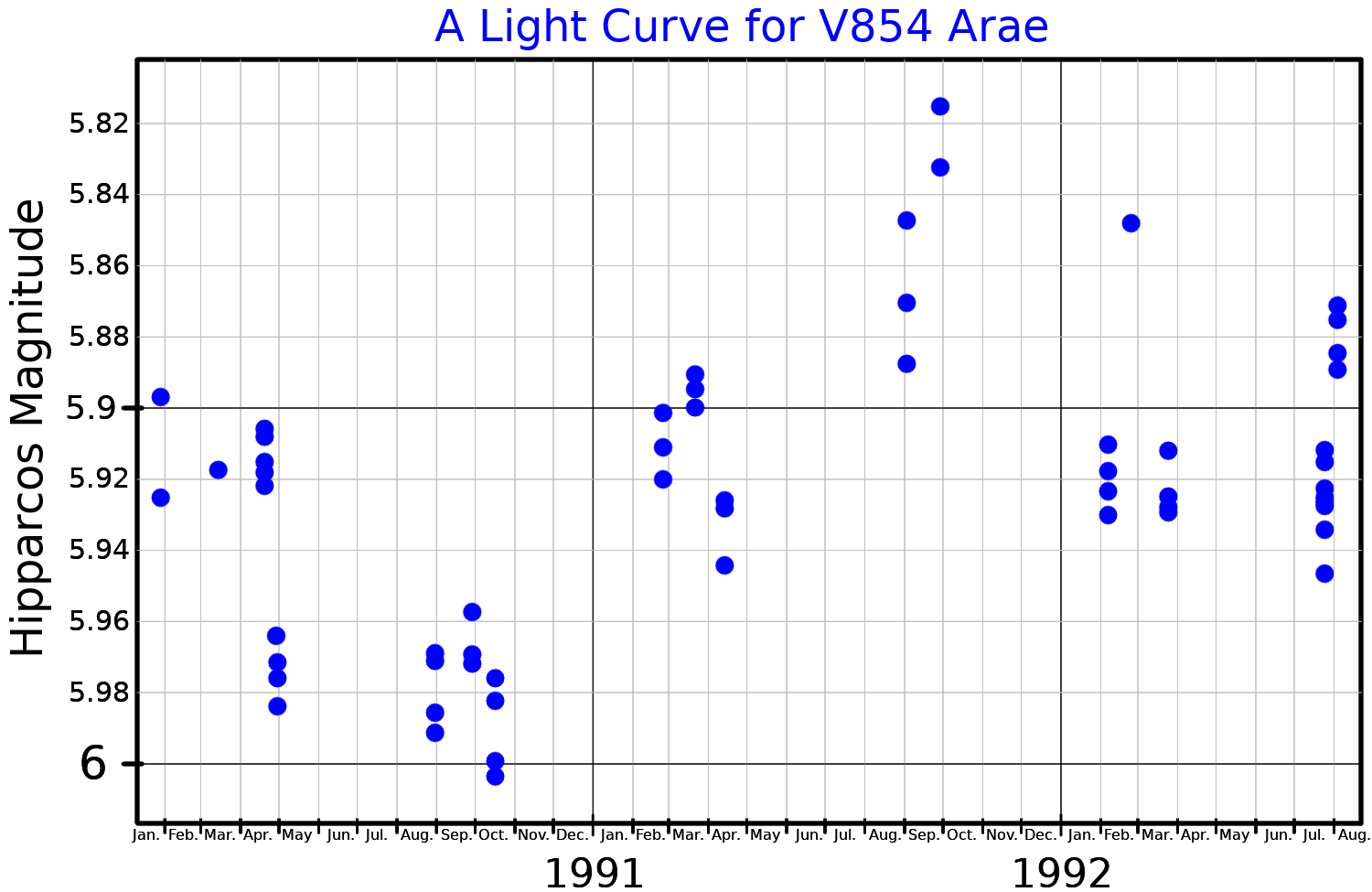
Ljuskurva för V854 Arae, plottad från Hipparcos-data.

V854 är en röd jättestjärna av spektralklass M1.5 III. Den har en massa av ca 4 solmassor, en radie av ca 172 solradier och utsänder energi från dess fotosfär motsvarande ca 3 500 gånger solen vid en effektiv temperatur av ca 3 700 K. Hipparcosdata visar att HD 155035 är en variabel stjärna. Den fick sin variabelbeteckning, V854 Arae, 1999. Den är en oregelbunden variabel som ändrar ljusstyrkan över ett amplitudområde på 0,12 magnituder.